# Camptotypus garuda
Camptotypus garuda là một loài tò vò trong họ Ichneumonidae.